# Резолюция 220 на Съвета за сигурност на ООН
Резолюция 220 на Съвета за сигурност на ООН е приета единодушно на 16 март 1966 г. по повод Кипърския въпрос.
Като взема предвид мнението на генералния секретар по въпроса, както и изразеното желание от страна на Република Кипър престоят на Мироопазващите сили на ООН в Кипър да бъде удължен и след 26 март 1966 г., с Резолюция 220 Съветът за сигурност, заставайки зад предишните си резолюции по Кипърския въпрос, удължава срока на престой на Мироопазващите сили на ООН, разположени в Кипър, с още три месеца — до 26 юни 1966 г. Резолюцията призовава всички страни в конфликта да проявяват максимална сдържаност и да си сътрудничат с разположените на острова мироопазващи сили на ООН.
Резолюция 220 е първата резолюция, гласувана от Съвета за сигурност в новия му, вече разширен състав от 15 членове.